# Aeroportul El Fasher
Aeroportul El Fasher (IATA: ELF, ICAO: HSFS) este un aeroport din Sudan ce deservește zona Al Fashir.
Situat la o altitudine de 729 m, aeroportul dispune de o singură pistă.